# Сампиро
Сампи́ро (исп. Sampiro; около 956—1041) — епископ Асторги (1035—1041); автор хроники (так называемая «Хроника Сампиро»), описывающей историю королевства Леон с 866 по 982 год. Один из выдающихся хронистов испанского Средневековья.

## Биография
Предположительно, Сампиро родился в селении Иглесиас-дель-Кампо (сейчас пригород Соррибаса в испанской области Эль-Бьерсо). В этом селении до сих пор сохранилась часть дома, где, согласно преданию, родился Сампиро. По другим данным, он родился в Саморе.
В молодости Сампиро стал монахом одного из леонских монастырей, Саагуна или Сан-Мигель-де-Памарсана. Из-за набега мавров он бежал в Самору, где поступил на службу к королю Леона. Точная дата этого события не установлена, но известно, что при Бермудо II Сампиро занимал должность королевского нотария и получил от монарха несколько дарений (в том числе, в 990 году). При сыне Бермудо II, Альфонсо V, Сампиро упоминается на должности королевского майордома. В 1035 году он был избран епископом Асторги и управлял епархией до самой своей смерти в 1041 году.

## Хроника
Главным трудом Сампиро является названная позднейшими историками его именем хроника, повествующая о истории королевства Леон. Написанный на латыни, труд Сампиро состоит из 30 глав и является продолжением так называемой «Хроники короля Альфонсо III», заканчивающейся 866 годом. Изложение обрывается на 982 году, дате начала мятежа Бермудо II против короля Рамиро III.
Хроника дошла до нас в составе более поздних исторических сочинений (например, в «Хронике Силоса», «Хронике Нахеры», хронике Пелайо из Овьедо и других), которые очень тщательно фиксировали факты, изложенные Сампиро, однако интерпретировали их по своему усмотрению. Так, подробно используя хронику Сампиро, Пелайо из Овьедо в своём сочинении представил свою, крайне негативную точку зрения на характер короля Бермудо II, в то время как Сампиро весьма хвалебно описал деятельность этого монарха.
Отсутствие других, столь же подробных и связных изложений истории Леона в описываемый Сампиро период, делает его хронику наиболее ценным источником по истории королевства Леон X века. Сампиро стал одним из первых испано-христианских историков эпохи Реконкисты, имя которого дошло до нашего времени.

## Издания хроники
Один из старейших и наиболее полных латинских текстов, с которого делаются переводы и до настоящего времени:
- España Sagrada. — Madrid: Fortanet, 1905. — Т. XIV. — С. 438—457. — 483 с.

Перевод глав 1—19 на испанский язык:
- Cronicon eserito por Sampiro, Obispo de Astorga, por los años de 1000. Дата обращения: 10 января 2009. Архивировано 23 марта 2012 года.

Перевод на русский язык:
- Хроника Сампиро. Восточная литература. — перевод Дьяконова И. В. Дата обращения: 16 августа 2014.